# 大狂乱
『大狂乱』（だいきょうらん、Lookin' to Get Out）は、1982年のアメリカ合衆国のコメディ映画。ハル・アシュビー監督、ジョン・ヴォイト、アン＝マーグレット、バート・ヤング出演。ヴォイトの娘で女優デビューする7年前のアンジェリーナ・ジョリーが、映画の終わりにヴォイトが演じるアレックスの娘役で出演している。また映画の冒頭では、ヴォイトの元妻でジョリーの母ミシェリーヌ・ベルトランも、アレックスにナンパされる女性役で出演した。
劇場公開版はハル・アシュビーによるオリジナル版をスタジオ側の編集でカットしたもので、2009年6月30日にワーナー・ホーム・ビデオからオリジナル版が発売された。

## あらすじ
ギャンブルで生計を立てているアレックス・コヴァックは、知り合いからの情報を元に競馬で大穴の馬券を買って1万5千ドルを勝ち取る。その足でポーカーの賭けでハリーに負けた金を返済しに行くが、大金を得て気が大きくなっていたアレックスは賭博場に着くなり彼らがやっていたポーカーを見て参加することになる。その結果元の借金6千ドルは返済したが、今回また負け続けたために1万9千ドルもの借金を抱えてしまう。アレックスの相棒で別れた元妻リリアンに弱いジェリー・フェルドマンは、彼から更に借金を重ねたことを聞いて唖然とする。昼食を食べにレストランを訪れた2人は、借金を取り立てに来たハリーとジョーイから今日中に返さないと酷い目にあわすと脅される。
手持ちの金がないアレックスとジェリーは、ハリーたちの取り立てから逃げてラスベガスに向かう。だがハリーとジョーイもエレベーター係のハーヴィを脅して情報を聞き出し、2人を追ってラスベガスに来ていた。カジノに入ったアレックスとジェリーは口から出任せを言い、知り合いでも何でもないバーニー・ゴールドの名を出すが偶然ジェリーと同名の親友がいたため、ホテルのスイートルームにチェックインすることに成功する。そこにアレックスの元恋人で現在はカジノのボスの愛人であるパティ・ワーナーが訪ねてくる。気まずい雰囲気のなか、ジェリーを親友と勘違いしているバーニー・ゴールドから電話で翌日の食事に誘われる。行けるところまで行くと決意したアレックスはギャンブルで大金を稼ぐため、過去に約3万ドル勝ったというカジノのウェイター、スミティ・カーペンターと接触する。

## キャスト
※括弧内はVHS版日本語吹替
- アレックス・コヴァック - ジョン・ヴォイト（麦人）
- パティ・ワーナー - アン＝マーグレット（泉晶子）
- ジェリー・フェルドマン - バート・ヤング（富田耕生）
- スミティ・カーペンター - バート・レムゼン（吉水慶）
- ハリー - ジュード・ファレス（郷里大輔）
- ジョーイ - アレン・ケラー（江原正士）
- バーニー・ゴールド - リチャード・ブラッドフォード（英語版）（秋元羊介）
- ラスティ - ステイシー・ピックレン
- リリアン - サマンサ・ハーパー（寺内よりえ）
- ハーヴィ - フォックス・ハリス（塩屋浩三）
- ショッツィー - エドワード・シャフェル（小関一）
- ショッツィーの手下 - ジャック・アンドレオッツィ（茶風林）
- グリーン医師 - ワイリー・ハーカー（英語版）（福田信昭）
- ジープの若い女性 - ミシェリーヌ・ベルトラン（鈴木みえ）
- 駐車監視員 - クライド・クサツ
- マジシャン - ジークフリード＆ロイ（英語版）
- ウェイトレス - シス・ランドル（村田美代子）
- トッシュ・ワーナー - アンジェリーナ・ジョリー（鈴木みえ）

## スタッフ
- 監督：ハル・アシュビー
- 脚本：アル・シュワルツ、ジョン・ヴォイト
- 製作：アンドリュー・ブラウンズバーグ、ロバート・シャッフェル、エドワード・ティーツ
- 撮影監督：ハスケル・ウェクスラー,A.S.C.
- プロダクションデザイナー：ロバート・F・ボイル（英語版）
- 編集：ウォルトン・ドーニッシュ、エヴァ・ガルドス、ジャニス・ハンプトン、ロバート・C・ジョーンズ（英語版）、ウェイン・ウォーマン（英語版）
- 音楽：マイルズ・グッドマン（英語版）、ジョニー・マンデル

日本語版スタッフ
- 日本語字幕：福井友信